# Naoyuki Fujita
Naoyuki Fujita (Fukuoka, Japó, 22 de juny de 1987) és un futbolista japonès. Va disputar 1 partits amb la selecció del Japó.

## Estadístiques
| Selecció del Japó | Selecció del Japó | Selecció del Japó |
| Anys              | Partits           | Gols              |
| ----------------- | ----------------- | ----------------- |
| 2015              | 1                 | 0                 |
| Total             | 1                 | 0                 |